# Rozprza (drzewce)

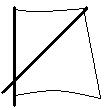
Ożaglowanie rozprzowe

Rozprza (lub rozprze) – drzewce charakterystyczne dla ożaglowania rozprzowego. Biegnie skośnie do góry od (zwykle dolnej części) masztu w poprzek prostokątnego żagla do jego górnego zewnętrznego rogu. Współcześnie spotykana na jachtach klasy Optymist.